# Жирнов, Павел Александрович
Павел Александрович Жирнов (род. 1 апреля 1999, Чебоксары) — российский хоккеист, крайний нападающий «Норильска».

## Биография
Павел Жирнов родился 1 апреля 1999 года в городе Чебоксары.
Занимался хоккеем в новочебоксарском «Соколе».
Играл на позициях левого и правого нападающего. В сезоне-2016/17 выступал за «Чебоксары» в первенстве ВХЛ, провёл 20 матчей, набрал 6 (4+2) очков.
В 2017—2019 годах играл в МХЛ за череповецкий «Алмаз», провёл 135 матчей, набрал 68 (28+40) очков.
В сезоне-2019/20 дебютировал в КХЛ, проведя единственный матч за череповецкую «Северсталь». Большую часть сезона отыграл в ВХЛ за пермский «Молот-Прикамье» и набрал 10 (4+6) очков в 43 поединках.
В сезоне-2020/21 сделал одну голевую передачу в 7 матчах за «Молот-Прикамье» в ВХЛ. Также провёл 27 матчей в первенстве ВХЛ за саратовский «Кристалл», набрал 15 (8+7) очков.
В 2021—2024 годах выступал за самарский ЦСК ВВС в ВХЛ и первенстве ВХЛ, провёл 145 игр, набрал 78 (48+30) очков.
В сезоне-2024/25 играет в ВХЛ за «Норильск».